# 大阪大谷大学短期大学部
大阪大谷大学短期大学部（おおさかおおたにだいがくたんきだいがくぶ、英語: Osaka Ohtani College）は、大阪府富田林市錦織北3丁目11番地1号に本部を置いていた日本の私立大学である。1950年に設置され、2013年に廃止された。

## 概観

### 大学全体
- 大阪府富田林市に所在した日本の私立短期大学で、設置主体は学校法人大谷学園[注 1]。
- 国内で最初に認可された短期大学149校[注 2]の1校として、1950年に大谷女子短期大学（おおたにじょしたんきだいがく 英称:Otani Women’s Junior College）名義で3学科を擁して開学した[3]。
- 1992年度より増設により最大4学科を擁していたが、最終時には生活創造学科のみの 1 学科体制で共学となっていた。前身は旧制女子専門学校の大谷女子専門学校。
- 2011年度の入学生を最後に[注釈 2]、2013年に短期大学としての使命を終える[注釈 3]。

### 建学の精神（校訓・理念・学是）
- 大阪大谷大学短期大学部の学是は「報恩感謝」となっていた。

### 教育および研究
- 大阪大谷大学短期大学部には生活創造学科が設置されており、ファッション・食生活・住居・インテリア・教養総合の専攻領域のカリキュラムと、13 品目のキャリアアッププログラムが自由に組み合わせるシステムが特徴となっていた。

### 学風および特色
- 大阪大谷大学短期大学部は京都の大谷大学などと同じ浄土真宗の教えに基づいていた。
- 釈迦の生誕を祝う「花まつり」や「報恩講」と称した宗教的行事が行われているところに特色があった。
- 学生の一大イベントとして、ファッションショーがあった。
- 毎年、12月には服飾研究家の市田ひろみによる「世界の民族衣装」と称したイベントが催されていたほか、「平安の装い」と称したイベントなど旧来より服飾に関する教育や研究に力がいれられていた様子がうかがえた。
- ニュージーランド語学研修が行われていた。

## 沿革
- 1930年
  - 大阪市住吉区（現・阿倍野区）共立通2丁目に大谷女子専門学校を設立。校地は大谷高等女学校（現・大谷高等学校）および翌1931年に南御堂から当地へ移転する大谷女学校（現・東大谷高等学校）と隣接。
  - 国文科（1938年廃止）
  - 技芸科
- 1931年
  - 家政科を新設。
- 1944年
  - 数学科を新設（1948年廃止）。家政科を保健科に改称。
- 1945年
  - 保健科を家政科に復称。
- 1946年
  - 技芸科を被服科に改称。
- 1948年
  - 英語科を新設。
- 1949年
  - 10月 文部省[注釈 4]に短期大学[注 3]の設置認可に関する申請を行う[注 4]。なお、学科・専攻は以下の通りとなっている[注 5]。
    - 家政科 入学定員40名
    - 被服科 入学定員80名
    - 英文科 入学定員40名
- 1950年
  - 3月14日 左記を以て短期大学の設置が文部省[注釈 4]より認可される[注 6]。
  - 4月1日 左記を以て‘'大谷女子短期大学が以下の学科体制にて開学[注 7]。
    - 家政科 入学定員40名
    - 被服科 入学定員80名
    - 英文科 入学定員40名
- 1951年
  - 2月24日 学校法人が成立する[18]。
- 1954年
  - 5月1日 学生数[19]/定員
    - 家政科 140[注釈 5]/80
    - 被服科 282[注釈 5]/160
    - 英語科 97[注釈 5]/80
- 1964年
  - 4月1日 家政科の入学定員を40→80[注 8]に増員[21]。
  - 5月1日 学生数[22]/定員
    - 家政科 223[注釈 5]/80
    - 被服科 269[注釈 5]/160
    - 英語科 131[注釈 5]/80
- 1965年
  - 5月1日 学生数[23]/定員
    - 家政科 264[注釈 5]/80
    - 被服科 316[注釈 5]/160
    - 英語科 164[注釈 5]/80
- 1969年
  - 4月1日 学科の改称あり[注 9]
    - 被服科→被服学科
    - 家政科→家政学科
    - 英語科→英語英文学科
- 1983年
  - 4月1日 以下、定員増あり[注 10]。
    - 家政学科 80→160
    - 被服学科 80→160
    - 英語英文学科 80→100

  - 5月1日 学生数[29]/定員
    - 家政学科 361[注釈 5]/240
    - 被服学科 354[注釈 5]/240
    - 英語英文学科 195[注釈 5]/180

  - 富田林市にキャンパスを移転する[30]。
- 1985年
  - 5月1日 学生数[31]/定員
    - 家政学科 349[注釈 5]/320
    - 被服学科 352[注釈 5]/320
    - 英語英文学科 239[注釈 5]/200
- 1986年
  - 5月1日 学生数[32]/定員
    - 家政学科 372[注釈 5]/320
    - 被服学科 359[注釈 5]/320
    - 英語英文学科 251[注釈 5]/200
- 1987年
  - 5月1日 学生数[33]/定員
    - 家政学科 383[注釈 5]/320
    - 被服学科 377[注釈 5]/320
    - 英語英文学科 252[注釈 5]/200
- 1989年
  - 4月1日 被服学科を生活文化学科に改称[注 11]。
  - 5月1日 学生数[37]/定員
    - 家政学科 357[注釈 5]/320
    - 生活文化学科 177[注釈 5]/160
      - 被服学科 176[注釈 5]/160

    - 英語英文学科 243[注釈 5]/200
- 1990年
  - 5月1日 学生数[38]/定員
    - 家政学科 369[注釈 5]/320
    - 生活文化学科 361[注釈 5]/320
    - 英語英文学科 250[注釈 5]/200
- 1992年
  - 4月1日 以下の学科を増設する[注 12]。
    - 国際文化学科 入学定員100名[注 13]

  - 5月1日 学生数[注 14]/定員
    - 家政学科 368[注釈 5]/320
    - 生活文化学科 368[注釈 5]/320
    - 英語英文学科 252[注釈 5]/200
    - 国際文化学科 130[注釈 5]/100
- 1993年
  - 5月1日 学生数[44]/定員
    - 家政学科 400[注釈 5]/320
    - 生活文化学科 381[注釈 5]/320
    - 英語英文学科 257[注釈 5]/200
    - 国際文化学科 246[注釈 5]/200
- 1999年
  - 5月1日 学生数[45]/定員
    - 家政学科 271[注釈 5]/320
    - 生活文化学科 397[注釈 5]/320
    - 英語英文学科 136[注釈 5]/200
    - 国際文化学科 104[注釈 5]/200
- 2000年
  - 4月1日 以下の学科については、この年度で学生募集を最終とする[注 15]。
    - 国際文化学科[注 16]
- 2001年
  - 4月1日 以下、学科の改組あり[注 17]。
    - 家政学科→生活科学科
    - 英語英文学科 入学定員100名[51]→海外コミュニケーション学科 入学定員60名
- 2004年
  - 4月1日 以下の学科については、この年度で学生募集を最終とする[注 18]。
    - 生活文化学科[注釈 6]
    - 生活科学科[注釈 6]
    - 海外コミュニケーション学科[注釈 6]
- 2005年
  - 4月1日 この年度における変更点は以下の通りとなっている[注 19]。
    - 大谷女子短期大学→大谷女子大学短期大学部
    - この年度の入学生より生活文化学科が生活科学科、海外コミュニケーション学科を統合して、以下の学科に改編の上、再設置される。
      - 生活創造学科 入学定員300名
- 2006年
  - 4月1日 この年度における変更点は以下の通りとなっている[注 20]
    - 大谷女子大学短期大学部→大阪大谷大学短期大学部[注 21]。
    - 生活創造学科の入学定員を300→160に減員。
- 2007年
  - 4月1日 生活創造学科の入学定員を160→180に増員[注 22]。
- 2011年
  - 4月1日 この年度で短期大学としての学生募集を最終とする[注釈 2]。
- 2013年
  - 10月17日 左記をもって正式に廃止となる[注釈 3]。

## 基礎データ

### 所在地
- 大阪府富田林市錦織北3丁目11番地1号[注釈 1]

### 当時の交通アクセス
- 近鉄長野線滝谷不動駅から徒歩利用。
- 南海高野線金剛駅からスクールバス（学内者向け）もあった。

### 象徴
- 大阪大谷大学短期大学部のカレッジマークは大学と同じものが使用されていた[注 23]。

## 教育および研究

### 組織

#### 学科
- 生活創造学科 入学定員180名[注 24]
  - ファッション・食生活・住居・インテリア・教養総合の専攻領域のカリキュラムと、13 品目のキャリアアッププログラムが自由に組み合わせるシステムが特徴となっていた[57]。

##### 学科の変遷
- 被服科→被服学科→生活文化学科 入学定員160名[注釈 7]
- 家政科→家政学科→生活科学科→生活創造学科
- 英語科→英語英文学科→海外コミュニケーション学科 入学定員60名[注釈 7]
- 国際文化学科 入学定員100名[注 25]

#### 専攻科
- なし

#### 別科
- なし

##### 取得資格について
受験資格
- 製菓衛生師
- 二級建築士
- フードスペシャリスト

認定資格
- 児童英語インストラクター認定資格

教職課程
- 中学校教諭二種免許状が設置されていた[注 26]。
  - 家庭：かつての家政学科にて設置されていた。
  - 保健：かつての家政学科にて設置されていた[60]。
  - 英語：かつての英語英文学科にて設置されていた。
- 当初は中学校教諭ほか高等学校教諭仮免許状の教職課程を併設[注 27]。
  - 家庭・保健：かつての家政科・服飾科にて。
  - 英語：かつての英語科にて。

#### 附属機関
- 図書館

### 研究
- 『大谷女子短期大学紀要』[73]
- 『大谷女子大学短期大学部紀要』[74]

## 学生生活

### 部活動・クラブ活動・サークル活動
- 大阪大谷大学短期大* 学部のクラブ活動[75]
  - 体育系：ソフトボール・バスケットボール・バドミントン・テニスほか。
  - 文化系：情報処理・茶道・華道・美術・ボランティアほか。

### 学園祭
- 大阪大谷大学短期大学部の学園祭は「志学祭」と呼ばれ、大学と合同で行われていた。

### スポーツ
- ソフトボール部が、2004年1部リーグで全国大会優勝を勝ち取るという実績をもっていた。また、バスケットボール部が関西女子学生リーグで1部昇格とインカレ出場という成績を残していた[75]

## 大学関係者と組織

### 大学関係者組織
- 大阪大谷大学短期大学部には、旧来の大谷女子短期大学を含めて「成光会」と称した同窓会組織がある。

### 大学関係者一覧

#### 大学関係者
- 左藤義詮：初代学長
- 左藤恵：元本短大学長

#### 出身者
- 桶村久美子 - 元 朝日放送アナウンサー。1968年英語科卒業。
- 旭堂小二三 - 俳優から講談師に転身。上方講談師。1997年国際文化学科卒業。

## 施設

### キャンパス
- 短期大学部独自のキャンパスがあった。

## 対外関係

### 姉妹校
- 大谷大学
- 大谷大学短期大学部

### 系列校
- 大阪大谷大学
- 大谷中学・高等学校
- 東大谷高等学校
- 大谷さやまこども園（旧 大谷幼稚園）

## 社会との関わり
- 公開講座が催されていた。

## 卒業後の進路について

### 編入学・進学実績
- 系列の大阪大谷大学以外では以下の実績があげられる[67]。
  - 生活文化学科：大阪芸術大学・神戸松蔭女子学院大学ほか
  - 家政学科&生活科学科：大阪産業大学・帝塚山学院大学ほか
  - 英語英文学科：大阪女子大学・愛知学院大学・大谷大学・龍谷大学・桃山学院大学・関西学院大学ほか
  - 国際文化学科：立命館大学ほか